# Tranås utbildningscentrum
Tranås utbildningscentrum, TUC, var ett kommunalt utvecklingscentrum, beläget i Tranås kommun, med fokus på utbildning, kompetensutveckling och utvecklingsprojekt. Verksamheten hade två huvudinriktningar, eftergymnasial utbildning och kompetensutveckling för näringslivet. Hösten 2010 övertog bolaget TUC Sweden AB denna verksamhet av Tranås kommun och driver den nu vidare i privat regi.

## Heltidsutbildningar

### Yrkeshögskoleutbildningar
- Energieffektiva system
- Kvalificerad företagssäljare
- Produktionslogistik
- Redovisningsekonom
- Tandsköterska
- Webbutvecklare